# Joya de la Venta
Joya de la Venta är en ort i Mexiko, tillhörande kommunen Amatepec i den sydvästra delen av delstaten Mexiko, i den centrala delen av landet. Orten hade 192 invånare vid folkräkningen 2010.